# Río Las Ceibas
El Río Las Ceibas se constituye en la principal fuente hídrica de la ciudad de Neiva, de ella se abastece el acueducto municipal; su cauce principal nace en el cerro Santa Rosalía. La cuenca alcanza una altura máxima de 3150 m s. n. m. en los ecosistemas estratégicos de Santa Rosalía (costado nororiental de la cuenca) y La Siberia. La cota más baja está a una altitud de 430 m s. n. m. que coincide con el Área Urbana en la Comuna 10, la Comuna 5, la Comuna 3, la Comuna 2 y la Comuna 1 de la ciudad de Neiva.
La cuenca hidrográfica del Río Las Ceibas se localiza en el costado oriental de la ciudad de
Neiva, sobre la vertiente occidental de la cordillera oriental, delimitada por accidentes geográficos muy definidos, que van desde las altas montañas, que dividen al municipio con el departamento del Caquetá, hasta su desembocadura en las aguas del río Magdalena, en un área aproximada de 299,7 km², representando el 18.3% del municipio de Neiva.

## Límites de la Cuenca
La cabecera municipal de Neiva, se localiza sobre la margen derecha del río Magdalena y, parcialmente, en territorios de la cuenca hidrográfica del Río Las Ceibas. El campo petrolífero Tello se ubica al noreste de dicha ciudad, en territorios que pertenecen a la cuenca baja de Las Ceibas, la cuenca baja y media de la Quebrada El Venado y la divisoria topográfica que estas dos cuencas comparten:
- Al oriente, esta cuenca hidrográfica asciende hasta el filo de la cordillera Oriental que sirve de límite entre los departamentos de Huila y Caquetá
- Al suroriente, comparte su divisoria topográfica con la cuenca de río Frío (del municipio de Rivera).
- Al sur y suroccidente, comparte su divisoria topográfica con las cuencas del río Arenoso y del río del Oro), y la Quebrada La Toma.
- Al occidente, limita con el río Magdalena
- Al nororiente, comparte su divisoria topográfica con la cuenca del Río Fortalecillas
- Al noroccidente, comparte su divisoria topográfica con la cuenca de la Quebrada El Venado y varias quebradas urbanas que cruzan, hacia el norte, la ciudad de Neiva.[2]

## Hidrografía y Características
Básicamente la cuenca del río Las Ceibas se encuentra conformada por 4 microcuencas, La Plata, Motilón, San Bartolo y El Mico, que a su vez constituyen las áreas de captación hídrica de las zonas alta, media y baja ubicadas en su totalidad en el corregimiento de Río de las Ceibas. De acuerdo al orden de importancia entre los principales afluentes del río Las Ceibas tenemos a las quebradas: La Plata, La Negra, Motilón, El Siervo, Yarumal, El Cedral, Santa Elena, Balsillitas, Madroñal, El Guadual, San Bartolo, San Bartolito y El Mico.
En la zona alta, una red de drenajes parte desde las alturas de Santa Rosalía formando el cauce principal del río Las Ceibas alimentado también por las aguas de la quebrada La Plata, principal afluente del río en esta parte de la cuenca.
Los cauces en la zona media se caracterizan por un corto recorrido variable entre 2,1 y 3,5 km. Los cauces que drenan al río Las Ceibas son: El Siervo, Yarumal, El Cedral y Santa Elena, siendo los principales las quebradas Motilón y San Bartolo.
Los cauces de la zona baja, están conformados en su gran mayoría por drenajes efímeros que llevan agua en época de invierno; entre los principales cauces se destacan las quebradas La Cruz y La Jabonera. También desemboca la quebrada El Mico en esta área.

## Flora

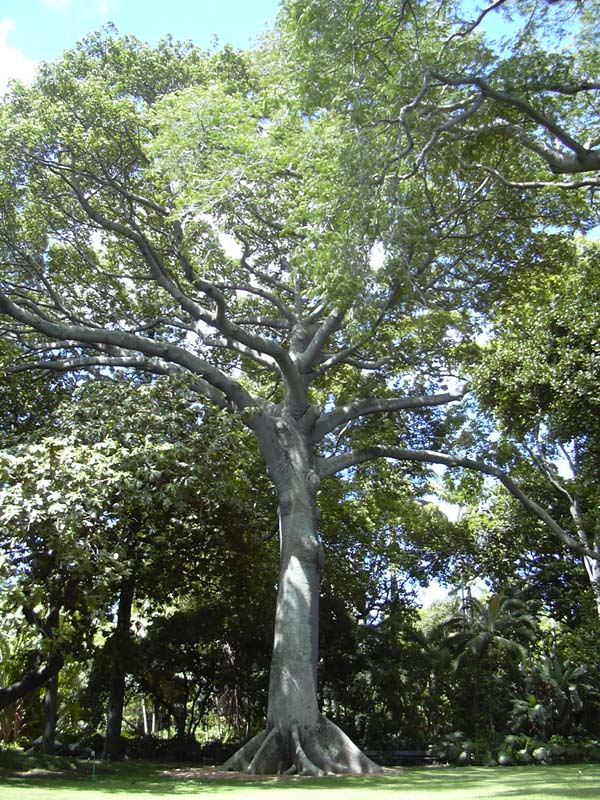
Ceiba pentandra

En la cuenca baja del río Las Ceibas, donde se localiza una parte significativa del campo petrolífero Tello, los bosques naturales han sido destruidos por acciones antrópicas; por lo tanto, los individuos o poblaciones de especies nativas se localizan sólo en relictos de bosques de galería, rastrojos o predios dedicados a la ganadería extensiva que contienen bosquecillos y arbustos o árboles aislados y solitarios. Entre las especies con mayor número de individuos o de mayor talla se cuentan las siguientes:
- Caracoli (Anarcardium excelsum)
- Diomate (Astronium graveolens)
- Iguá (Pseudosamanea guachapele)
- Samán (Samanea saman]
- Ceiba (Ceiba pentandra)
- Cachimbo (Erithrína sp)
- Payandé (Pithecellobium dulce)
- Dinde (Chlorophora tinctoria)
- Hobo o Jobo (Spondia monbin)
- Bilibil (Guarea sp)
- Cañafístol o Vainillo (Cassia spectabilis)
- Cují o Trupillo (Prosopis juliflora)
- Totumo (Crescentia cajete)
- Pela (Vachellia farnesiana)
- Ambuco (una mimosácea)
- Chaparro (Curatella americana)
- Molón (Byrsonima sp)
- Guásimo (Guazuma ulmifolia)
- Chicható (Muntigia calabura)
- Yarumo (Cecropia peltata)
- Pindó (Gynerium sagittatum)
- Sauce Playero (Tessaría integrífolia)
- Cruceto (Randia armata)
- Guayabilla Agria o Guayabo Cimarrón (Psidium sp).[3]

## Acueducto de Neiva

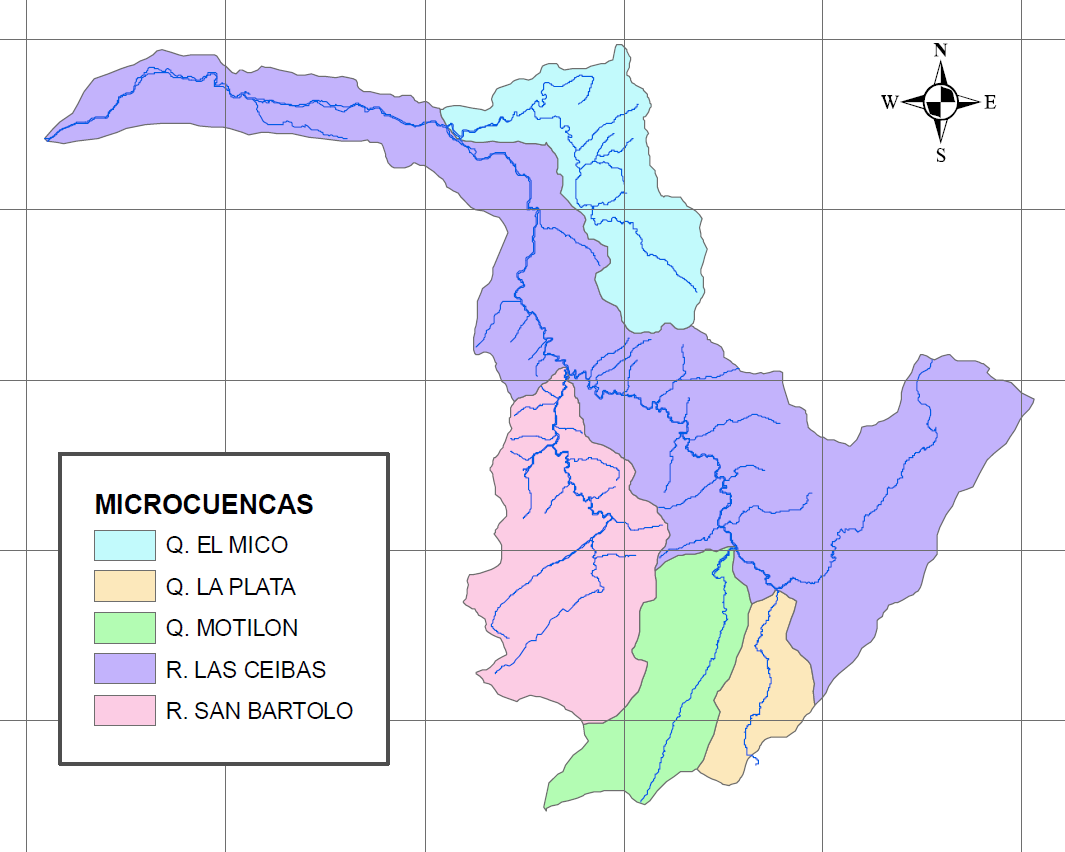
Microcuencas del Río Las Ceibas

En cuanto a la captación de agua para el consumo humano, en la actualidad el sistema de acueducto municipal al primer trimestre del 2006 contaba con 72.840 usuarios, disponiendo para ello con dos sitios de captación de agua, así:
- Bocatoma El Guayabo: Localizada a 11 km de la ciudad de Neiva vía a la inspección de San Antonio, en la vereda "Platanillal",  con una captación de 476 Lit/seg para ser tratada en la planta El Recreo.
- Bocatoma Antigua: Localizada cerca de la ciudad de Neiva vía Las Palmas con una captación de 1.224 Lit/seg, que se distribuyen entre las plantas de tratamiento El Jardín y Kennedy.

Del volumen promedio de agua tratada entre los años 2002 y 2006 por el acueducto de Neiva que es de 3.769.342 m³, se factura un volumen promedio de 1.650.641 m³, es decir, solo el 46.06% del agua tratada. El alto volumen de pérdida se debe al mal estado de algunos contadores, ruptura de tuberías, y conexiones ilegales en la toma del servicio, según las EPN.

## Problemática Ambiental
Actualmente la capital del departamento del Huila adolece más por calidad y disponibilidad de agua, que por la cantidad de la misma, situación que a futuro se sumará de no tomarse las medidas correctivas necesarias. La baja disponibilidad es evidente en los cortes del servicio de acueducto en su gran mayoría por la alta sedimentación presente en la época invernal. 
Debido a la falta de cobertura forestal, el pastoreo inapropiado y las quemas combinado con las altas pendientes de los terrenos de la cuenca, el arrastre de suelo es altísimo alcanzando cifras de 127.000 Ton/año en la estación El Guayabo. Debe considerarse también que la alta sedimentación es causada por la carretera que bordea el río Las Ceibas desde la estación El Guayabo hasta la parte alta de la quebrada La Plata. 
De otro lado, la quebrada La Jabonera fuente tributaria del río Las Ceibas que bordea el extremo oriental del área urbana de Neiva sobre la Comuna 10, se caracteriza por ser utilizada como colector de aguas residuales y de desechos sólidos por los asentamientos subnormales como El Pedregal y Álvaro Uribe, los cuales no cuentan con ningún tipo de infraestructura de servicios públicos y red de saneamiento.